# سیلو وانگ
سیلو وانگ (انگلیسی: Silu Wang؛ زادهٔ ۱۹۹۵ (۲۹–۳۰ سال)) نوازنده پیانو اهل چین است.

## زندگی
او در چین متولد شد و زیر نظر ویلینگ چن (کنسرواتوار موسیقی شانگهای) و جیانژونگ وانگ پیانو آموخت. وانگ سپس به بریتانیا مهاجرت کرد و در آکادمی سلطنتی موسیقی با ایان فونتین و سپس در مدرسه موسیقی و درام گیلدهال با فیلیپ جنکینز، و کالج سلطنتی موسیقی با ادنا استرن تحصیل کرد.
او در مسابقات متعددی از جمله مسابقه ملی پیانوی جوانان استاین‌وی و پسران، مسابقه کنسرتو بین‌المللی Springboard, مسابقه بین‌المللی پیانو «ایسکیا»، و جایزه بزرگ مسابقه بین‌المللی موسیقی «رم» ویرتووز شرکت کرده و موفق به دریافت جایزه شده است.